# Braboniq
Braboniq (albanisch auch Braboniqi, ebenfalls Broboniq/-i, serbisch Брабоњић Brabonjić) ist ein Dorf im Norden des Kosovo und gehört zur Gemeinde Mitrovica e Jugut. Die Stadt Mitrovica liegt acht Kilometer nordöstlich von Braboniq entfernt.

## Bevölkerung
Bei der Volkszählung 2011 wurden für Braboniq 1023 Einwohner erfasst. Davon bezeichneten sich alle als Albaner (100 %).
| Volkszählung | 1948 | 1953 | 1961 | 1971 | 1981 | 1991 | 2011 |
| ------------ | ---- | ---- | ---- | ---- | ---- | ---- | ---- |
| Einwohner    | 664  | 744  | 789  | 864  | 1014 | 1246 | 1023 |

## Persönlichkeiten
- Kadri Veseli (* 1967), Politiker